# Bysjön (Gårdveda socken, Småland)
Bysjön är en sjö i Hultsfreds kommun i Småland och ingår i Emåns huvudavrinningsområde. Sjön är 5 meter djup, har en yta på 0,773 kvadratkilometer och är belägen 95,1 meter över havet. Bysjön ligger i Emåns vattensystem i Kalmar län Natura 2000-område. Sjön avvattnas av Gårdvedaån.
Nedströms Bysjön finns en damm och en kraftstation.

## Delavrinningsområde
Bysjön ingår i det delavrinningsområde som SMHI kallar för Utloppet av Bysjön. Medelhöjden är 121 meter över havet och ytan är 11,09 kvadratkilometer. Räknas de 40 avrinningsområdena uppströms in blir den ackumulerade arean 634,28 kvadratkilometer. Gårdvedaån som avvattnar avrinningsområdet har biflödesordning 2, vilket innebär att vattnet flödar genom totalt 2 vattendrag innan det når havet efter 101 kilometer. Avrinningsområdet består mestadels av skog (79 procent). Avrinningsområdet har 1,04 kvadratkilometer vattenytor vilket ger det en sjöprocent på 9,4 procent.